# Mother's Finest
Mother's Finest is een begin jaren zeventig door het zangersechtpaar Joyce 'Baby Jean' Kennedy en Glenn 'Doc' Murdock opgerichte Amerikaanse band uit Atlanta, Georgia, waarvan de muziekstijl het beste kan worden omschreven als een mix van rock, pop, funk en soul. In Mother's Finest werden de vocale en instrumentale talenten van de bandleden versmolten tot een uniek mengsel van funky en expressieve rock. Joyce Kennedy, geboren als Joyce Washington, maakte al in de jaren 1963-1965 haar eerste singletjes. Op haar zestiende had ze een nummer 1-hit met het nummer "I still love you".

## Geschiedenis
Hun eerste, in augustus 1976 uitgebrachte single "Fire" werd direct een bescheiden hitje in de Verenigde Staten, waar het een Top 100-notering wist te bereiken.
Hun debuutalbum Mother's Finest uit 1972 heeft slechts kort gerouleerd en is op vinyl bijzonder moeilijk te vinden.
Het tweede (debuut)studioalbum Mother's Finest uit 1976 werd door fans en muziekkenners als hun beste beschouwd en geldt tegenwoordig als een object voor verzamelaars. Het ironisch bedoelde nummer "Nigizz Can't Sing Rock'n Roll" stond voor de gedachtegang die de groep had. Dit leidde tot protesten van een zwarte geestelijke en daardoor werd het lied nooit meer tijdens concerten live gezongen in Amerika.
Hun grote doorbraak kwam met het nummer "Baby Love" uit 1977. Door een optreden in 1978 in het Duitse programma Rockpalast werd de groep in Europa populair. Ze werden geregeld gevraagd voor festivals en mochten de concertpodia op.
In de Verenigde Staten heeft de band nooit succes gehad, in tegenstelling tot Nederland waar - mede dankzij diskjockey Alfred Lagarde, die de groep goed vond - de concerten goed bezocht werden. Piece Of The Rock kwam in 1978 terecht op de zevende plek in de Nederlandse Top 40.
In 2011 werd Mother's Finest opgenomen in de Georgia Music Hall of Fame.
In november 2014 werd aangekondigd dat de band heeft getekend voor een Europese platen deal met SPV/Steamhammer.
Het eerste resultaat is het in 2015 uitgebrachte, Goody 2 Shoes & The Filthy Beasts, het eerste studioalbum sinds 2003.

## Bezetting

### Oorspronkelijke bandleden 1972
- Joyce Kennedy - zang en percussie
- Glenn "Doc" Murdock – zang en percussie
- Gary "Mo" Moore – gitaar
- Jerry "Wiz" Seay – bass
- Mike Keck – keyboards
- Donny Vosburgh - drums

### Oorspronkelijke bandleden
- Joyce "Baby Jean" Kennedy (zang)
- Glenn "Doc" Murdock (zang)
- Barry "B.B. Queen" Borden (drums)
- Mike Keck (keyboards)
- Jerry "Wizzard" Seay (bass)
- Gary "Moses Mo" Moore (gitaar)

### Bandleden vanaf dejaren 90
- Joyce Kennedy (zang)
- Glenn Murdock (zang)
- Jonette "JJ" Johnson (achtergrondzang)
- Jerry "Wyzard" Seay (bass)
- Gary "Moses Mo" Moore (gitaar)
- John Hayes (gitaar)
- Kerry 'Lovinggood' Denton (drums)
- Dion Murdock (drums)

## Discografie

### Singles
- "Rain" / "My Baby" (1976)
- "Fire" / "Doncha Wanna Love Me" (1976)
- "Baby Love" / "Hard Rock Lover" (1977)
- "Dis Go Dis Way Dis Go Dat Way" (1977)
- "Piece Of The Rock' / "Thank You For The Love" (1977)
- "Don't Wanna Come Back" (1978)
- "Love Changes (Love Will Make You Oh So Happy)" (1978)
- "Dis Go Dis Way, Dis Go Dat Way" (live) / "Mickey's Monkey" (live)(1979)
- "Somebody To Love" (live) (1979)
- "Secret Service" / "Some Kind Of Madness" (1983)
- "I'm 'N' Danger" (1989)
- "Chain" (1991)
- "Like a Negro" (1992)
- "Cry Baby" (1992)

### Dvd
- 2004 - At Rockpalast
- 2005 - Mother's Finest at Rockpalast
- 1978 - Live Essen/Germany March 4,1978

### Lp/cd
- Mother's Finest (RCA, 1972)
- Mother's Finest (CBS, 1976)
- Another Mother Further (CBS, 1977)
- Mother Factor (CBS, 1978)
- Mother's Finest Live (CBS, 1979)
- Iron Age (Atlantic, 1981)
- One Mother To Another (CBS, 1983)
- Looks Could Kill (Capitol, 1989)
- Subluxation (live, RCA, 1990)
- Black Radio Won't Play This Record (RCA, 1992)
- Not a Bootleg (Independent, 1998)
- Meta-Funk'n Physical (UTR Music, 2003)
- Right Here, Right Now - Live at Villa Berg (2006)
- Goody 2 Shoes & The Filthy Beasts (SPV/Steamhammer, 2015)

### Ep
- Umeuswe (2000)

## Hitnoteringen

### Albums
| Album met eventuele hitnotering(en) in de Nederlandse Album Top 100 | Datum van verschijnen | Datum van binnenkomst | Hoogste positie | Aantal weken | Opmerkingen |
| ------------------------------------------------------------------- | --------------------- | --------------------- | --------------- | ------------ | ----------- |
| Another Mother Further                                              | 1978                  | 17-06-1978            | 10              | 3            |             |
| Mother Factor                                                       | 1978                  | 30-09-1978            | 33              | 2            |             |
| Live                                                                | 1979                  | 12-05-1979            | 29              | 5            |             |

### Singles
| Single met eventuele hitnotering(en) in de Nederlandse Top 40 | Datum van verschijnen | Datum van binnenkomst | Hoogste positie | Aantal weken | Opmerkingen |
| ------------------------------------------------------------- | --------------------- | --------------------- | --------------- | ------------ | ----------- |
| Piece of the Rock                                             | 1978                  | 10-06-1978            | 7               | 9            |             |

| Single met hitnotering(en) in de Vlaamse Ultratop 50 | Datum van verschijnen | Datum van binnenkomst | Hoogste positie | Aantal weken | Opmerkingen |
| ---------------------------------------------------- | --------------------- | --------------------- | --------------- | ------------ | ----------- |
| Piece of the Rock                                    | 1978                  | 29-07-1978            | 27              | 2            |             |

### NPO Radio 2 Top 2000
| Nummer met noteringen in de NPO Radio 2 Top 2000 | '00  | '01  | '02  | '03  | '04  | '05 | '06  |
| ------------------------------------------------ | ---- | ---- | ---- | ---- | ---- | --- | ---- |
| Piece of the Rock                                | 1457 | 1794 | 1200 | 1892 | 1604 | -   | 1974 |

1. ↑  Een '-' betekent dat het nummer niet was genoteerd en een vetgedrukt getal geeft de hoogste notering aan.
2. ↑  2000 was het eerste jaar met een notering voor dit nummer.
3. ↑  Deze tabel is bijgewerkt tot en met de laatste editie (2024).